# فلاح مطر
فلاح مطر، ممثل ومنتج كويتي.

## أعمالة

### في التليفزيون
- (1999): كنز المخاطر
- (2002): الشريب بزة
- (2002): السرايات
- (2002): ثمن عمري
- (2003): الحريم
- (2004): الأخطبوط
- (2005): عديل الروح
- (2006): الأمبراطورة
- (2008): شر النفوس
- (2010): وعد لزام

### في المسرح
- (2001): فرح وخادم الأمير
- (2004): سابق وتالي
- (2004): نهاية مخروش
- (2008): عايلة ستايل